# 鵜苫駅
鵜苫駅（うとまえき）は、北海道（日高振興局）様似郡様似町字鵜苫にあった、北海道旅客鉄道（JR北海道）日高本線の駅（廃駅）である。電報略号はウト。事務管理コードは▲132225。

## 歴史

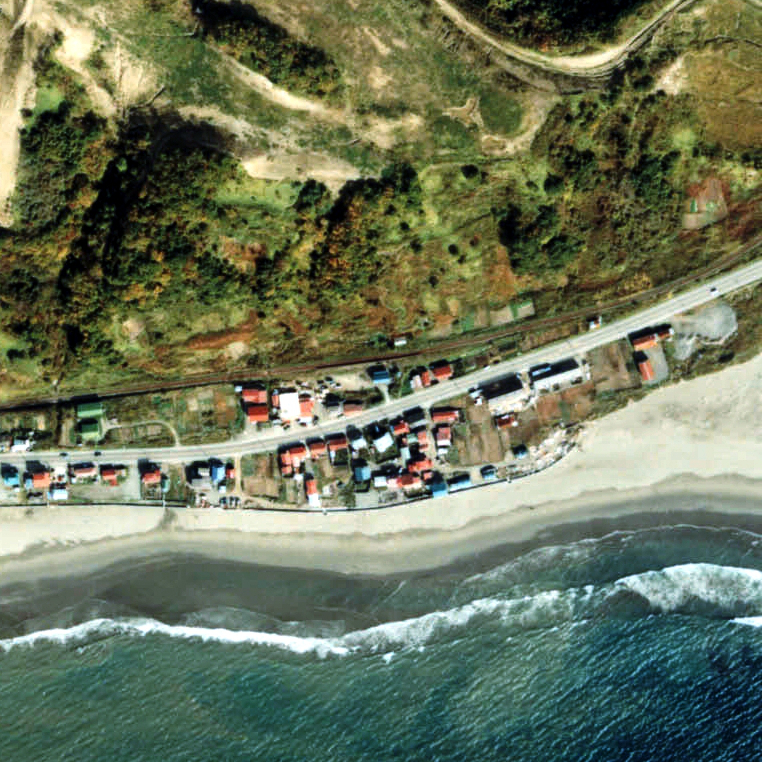
1978年の鵜苫駅と周囲約500m範囲。右が様似方面。元は島式ホーム1面2線であったが、上り線が様似側で切られ側線化された。その時期がかなり古いためか、この写真では判別が困難であるが、この側線は1983年の時点でも残されていた。その後に撤去されて駅舎までの間がスロープ状に均された。

- 1937年（昭和12年）8月10日：国有鉄道日高線浦河駅 - 様似駅間延伸開通（日高線全通）に伴い開業[1]。一般駅[1]。
- 1943年（昭和18年）11月1日：線路名を日高本線に改称、それに伴い同線の駅となる。
- 1960年（昭和35年）4月1日：業務委託化。
- 1977年（昭和52年）2月1日：貨物・荷物扱い廃止[4]。同時に無人化[5]。
- 1987年（昭和62年）
  - 4月1日：国鉄分割民営化によりJR北海道に継承[1]。
  - 月日不詳：貨車駅舎に改築[6]。
- 2015年（平成27年）
  - 1月8日：厚賀駅 - 大狩部駅間の高波被害により列車の運行を休止[JR北 2]。
  - 1月27日：静内駅 - 様似駅間で列車の運行を再開[JR北 3]。
  - 2月28日：厚賀駅 - 大狩部駅間の土砂流出により再び列車の運行を休止[JR北 4]。
  - 4月29日：代行バスの乗降場所を国道336号上に移設[JR北 5]。
- 2021年（令和3年）4月1日：鵡川駅 - 様似駅間の廃止に伴い、廃駅となる[JR北 1][運輸局 1]。

### 駅名の由来
当駅の所在する地名より。地名は、アイヌ語の「ウトゥマㇺペッ（utumam-pet）」（抱き合う・川）に由来する。これは、現在の鵜苫川のアイヌ語名であり、かつて日高幌別川と合流していたことから付けられたものである。

## 駅構造
島式ホーム（片面使用）1面1線を有する地上駅。ホームは線路の南側（様似方面に向かって右手側）に存在する。転轍機を持たない棒線駅となっている。かつては島式ホーム1面2線を有する列車交換可能な交換駅であった。駅舎側が上りの1番線、駅舎と反対側が下りの2番線となっていた。使われなくなった駅舎側の旧1番線は、1983年（昭和58年）4月時点では交換設備運用廃止後も苫小牧方の分岐器が維持されホーム様似寄りの端までの線路が側線として残っていたが、1993年（平成5年）3月までに撤去された。分岐器の形状は片開き分岐であった。
静内駅管理の無人駅となっている。駅舎は構内の南側に位置しホームとは通路（かつては構内踏切が存在した）で連絡している。有人駅時代の駅舎は改築され、ワフ29500形有蓋緩急車を改造した貨車駅舎となっている。出入口扉がアルミサッシに変更されている。塗色は1993年（平成5年）3月時点では水色1色であったが、その後は様似中学校美術部の生徒の手による、正面側がカニやタコなど、線路側が魚などの10種類以上の海の生物のイラストになっている。

駅舎（駅前通り側） （2005年4月）
駅舎（ホーム側） （2005年4月）
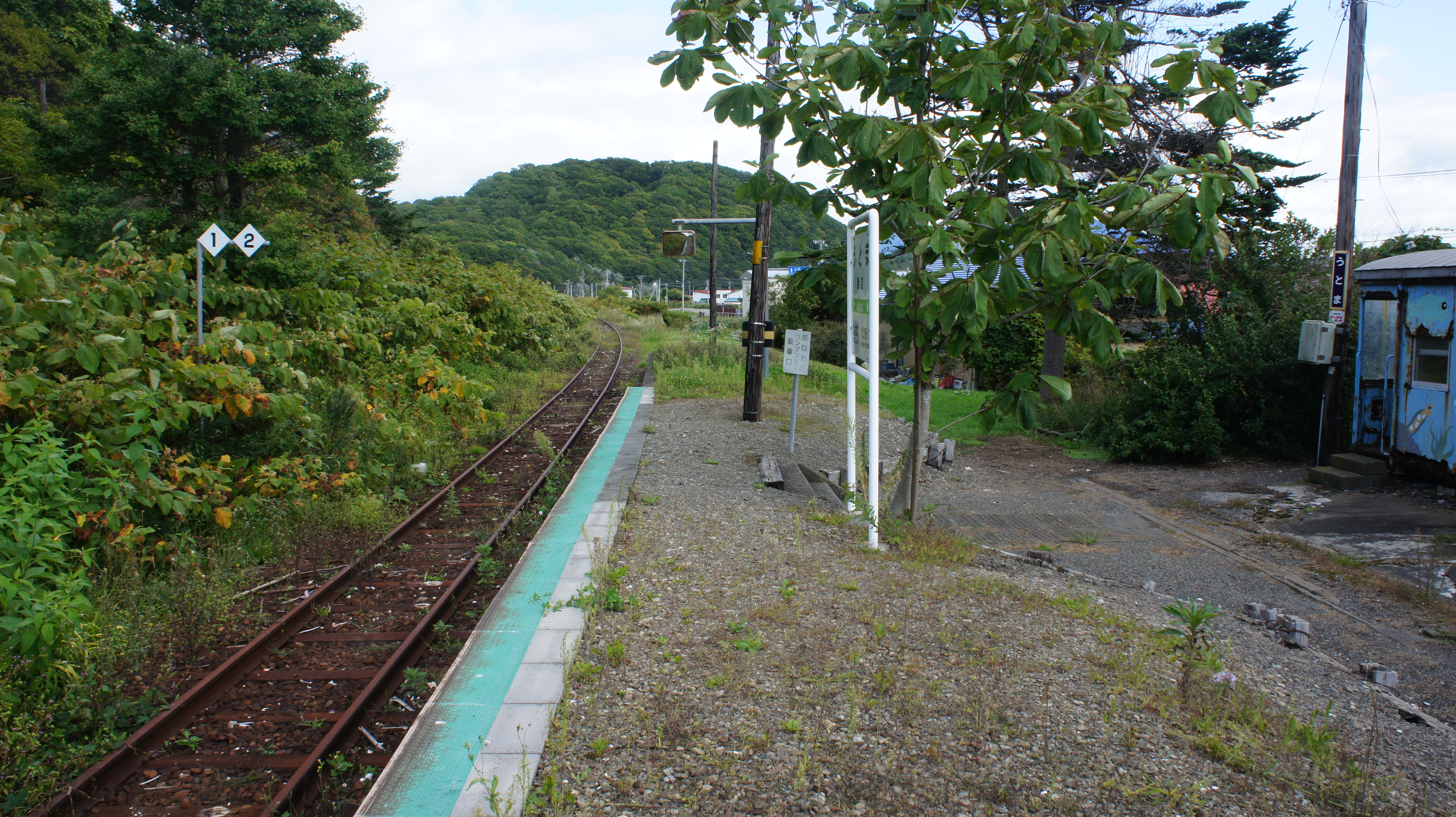
ホーム（2017年9月）
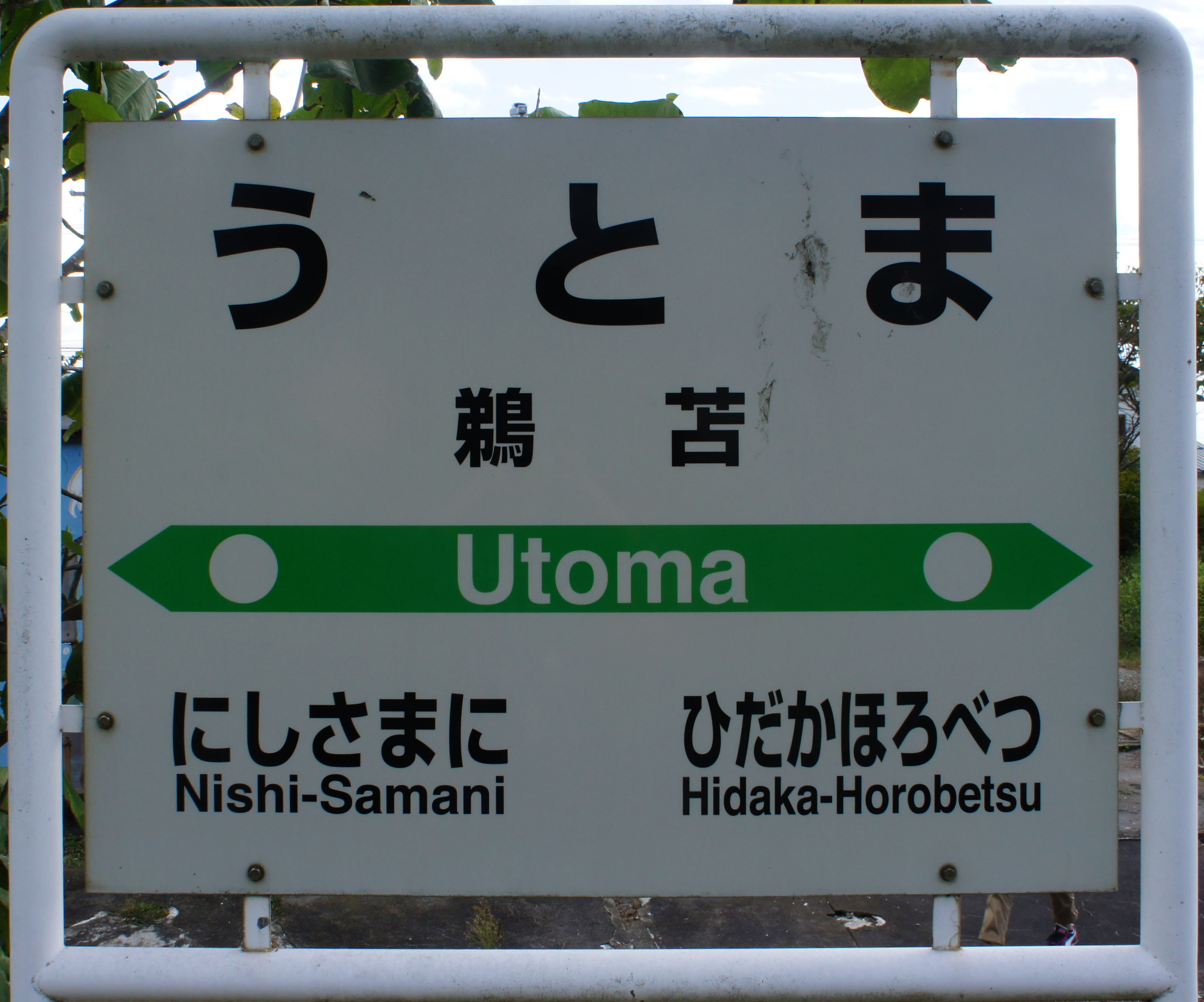
駅名標（2017年9月）

## 利用状況
乗車人員の推移は以下のとおり。年間の値のみ判明している年については、当該年度の日数で除した値を括弧書きで1日平均欄に示す。乗降人員のみが判明している場合は、1/2した値を括弧書きで記した。また、「JR調査」については、当該の年度を最終年とする過去の各調査日における平均である。当駅についてはバス代行期間が存在するため、一部でバスと列車が別集計となっているほか、各年で集計期間が異なる。備考も参照。
| 年度               | 乗車人員 | 乗車人員 | 乗車人員 | 乗車人員 | 出典        | 備考                                                        |
| 年度               | 年間     | 1日平均  | JR調査   | JR調査   | 出典        | 備考                                                        |
| 年度               | 年間     | 1日平均  | 列車     | 代行バス | 出典        | 備考                                                        |
| ------------------ | -------- | -------- | -------- | -------- | ----------- | ----------------------------------------------------------- |
| 1981年（昭和56年） |          | (2.0)    |          |          | [ 10 ]      | 1日乗降人員：4                                              |
| 1992年（平成04年） |          | (9.0)    |          |          | [ 6 ]       | 1日乗降人員：18                                             |
| 2014年（平成26年） |          |          | 2        |          | [ JR北 6 ]  | 当年の列車は単年の値。                                      |
| 2017年（平成29年） |          |          |          | 2        | [ JR北 7 ]  | 2015年度末から鵡川 - 様似間バス代行。当年のバスは単年の値。 |
| 2018年（平成30年） |          |          |          | 1.5      | [ JR北 8 ]  | 代行バスの値は過去2年平均                                   |
| 2019年（令和元年） |          |          |          | 1.0      | [ JR北 9 ]  | 代行バスの値は過去3年平均                                   |
| 2020年（令和02年） |          |          |          | 0.8      | [ JR北 10 ] | 代行バスの値は過去4年平均                                   |

1日乗降人員は以下のとおりである。
また、JR北海道によると、各調査日における乗車人員および乗降人員平均は以下のとおりである。

## 駅周辺
- 国道336号
- 鵜苫郵便局
- 日高中央漁業協同組合様似支所鵜苫事業所
- 様似町立鵜苫小学校
- 鵜苫漁港 - 釣り場となっており、アイナメやカレイが釣れる[8]。
- 鵜苫河口 - 釣り場となっている[8]。
- ジェイ・アール北海道バス日勝線「鵜苫駅」停留所

## 隣の駅
北海道旅客鉄道（JR北海道）
日高本線
日高幌別駅 - 鵜苫駅 - 西様似駅

#### JR北海道
1. 1 2  『日高線（鵡川・様似間）の廃止日繰上げの届出について』（PDF）（プレスリリース）北海道旅客鉄道、2021年1月5日。オリジナルの2021年1月5日時点におけるアーカイブ。2021年1月5日閲覧。
2. ↑  『日高線 厚賀〜大狩部間 67k506m 付近における盛土流出について』（PDF）（プレスリリース）北海道旅客鉄道、2015年1月13日。オリジナルの2015年1月15日時点におけるアーカイブ。2020年10月30日閲覧。
3. ↑  『日高線 静内〜様似間折り返し運転の実施について』（PDF）（プレスリリース）北海道旅客鉄道、2015年1月20日。オリジナルの2015年3月30日時点におけるアーカイブ。2020年10月30日閲覧。
4. ↑  『日高線 静内〜様似間におけるバス代行の実施について』（PDF）（プレスリリース）北海道旅客鉄道、2015年2月27日。オリジナルの2015年3月30日時点におけるアーカイブ。2020年10月30日閲覧。
5. ↑  『日高線運休に伴う列車代行バスの乗降場所変更について』（PDF）（プレスリリース）北海道旅客鉄道、2015年4月17日。オリジナルの2019年7月20日時点におけるアーカイブ。2019年7月20日閲覧。
6. ↑  “日高線（鵡川・様似間）” (PDF). 線区データ（当社単独では維持することが困難な線区）(地域交通を持続的に維持するために).   北海道旅客鉄道. p. 3 (2018年8月1日). 2018年8月17日時点のオリジナルよりアーカイブ。2018年8月17日閲覧。
7. ↑  「日高線（苫小牧・鵡川間）」（PDF）『線区データ（当社単独では維持することが困難な線区）(地域交通を持続的に維持するために)』、北海道旅客鉄道、3頁、2018年7月2日。オリジナルの2018年8月17日時点におけるアーカイブ。2018年8月17日閲覧。
8. ↑  “日高線（鵡川・様似間）” (PDF). 線区データ（当社単独では維持することが困難な線区）(地域交通を持続的に維持するために).   北海道旅客鉄道. p. 3 (2019年10月18日). 2019年10月18日時点のオリジナルよりアーカイブ。2019年10月18日閲覧。
9. ↑  “日高線（鵡川・様似間）” (PDF). 地域交通を持続的に維持するために > 輸送密度200人未満の線区（「赤色」「茶色」5線区）.   北海道旅客鉄道. p. 3 (2020年10月30日). 2020年11月2日時点のオリジナルよりアーカイブ。2020年11月4日閲覧。
10. ↑  “駅別乗車人員  特定日調査（平日）に基づく”.   北海道旅客鉄道. 2022年8月3日時点のオリジナルよりアーカイブ。2022年8月14日閲覧。

#### 北海道運輸局
1. 1 2  『鉄道事業の一部廃止の日を繰上げる届出について』（PDF）（プレスリリース）国土交通省北海道運輸局、2021年1月5日。オリジナルの2021年1月5日時点におけるアーカイブ。2021年1月5日閲覧。